# Nätören
Nätören är en ö i Finland. Den ligger i Norra kvarken och i kommunen Vörå i den ekonomiska regionen  Vasa i landskapet Österbotten, i den västra delen av landet. Ön ligger omkring 24 kilometer nordöst om Vasa och omkring 370 kilometer norr om Helsingfors.
Öns area är 3,3 hektar och dess största längd är 370 meter i nord-sydlig riktning. I omgivningarna runt Nätören växer i huvudsak blandskog.